# هضبة الشرف
هضبة الشرف هي هضبة تقع بمدينة طنجة، شمال المغرب. يبلغ ارتفاعها 93 متراً عن سطح البحر وتطل على البحر الأبيض المتوسط والمحيط الأطلسي.

## الوصف
تُوفر الهضبة رؤية بانورامية لمدينة طنجة وساحلها من رأس مالاباطا شرقاً إلى الجبل الكبير غرباً. تتواجد بهضبة الشرف مجموعة من المباني الشاهقة وفي أسفل التلة توجد بعض من أفقر المناطق السكنية في المدينة بالإضافة إلى معلمة بلاصا طورو. كذلك يقع مسجد السوريين على الهضبة ويتميز بشكل مئذنته التي تختلف عن تصاميم المساجد المحلية.
تقول الأسطورة أن هضبة الشرف هي مكان دفن الجثة العملاقة لعنتي بعد أن هزمه هرقل.